# Szob
Szob  este un oraș în districtul Szob, județul Pesta, Ungaria, având o populație de 2.806 locuitori (2011). 

## Demografie
Componența etnică a orașului Szob
     Maghiari (98,18%)
     Necunoscut (0,12%)
     Alții (1,69%)
Componența confesională a orașului Szob
     Romano-catolici (46,61%)
     Fără religie (11,37%)
     Reformați (5,24%)
     Luterani (1,39%)
     Necunoscută (34,5%)
     Alte religii (1,89%)
Conform recensământului din 2011, orașul Szob avea 2.806 locuitori. Din punct de vedere etnic, majoritatea locuitorilor (98,18%) erau maghiari. Apartenența etnică nu este cunoscută în cazul a 0,12% din locuitori. Nu există o religie majoritară, locuitorii fiind romano-catolici (46,61%), persoane fără religie (11,37%), reformați (5,24%) și luterani (1,39%). Pentru 34,5% din locuitori nu este cunoscută apartenența confesională.